# Korsträsks IK
Korsträsk IK är en idrottsförening från Korsträsk i Sverige.
Damfotbollslaget spelade tre säsonger i Sveriges högsta division under perioden 1979-1981.

### Fotnoter
1. ↑  Jimmy Lindahl (28 februari 2004). ”Maratontabell för högsta damserien 1978-2003”. Bolletinen. http://www.bolletinen.se/sfs/pdf/stat_d_maraton_1978_2003_maratontab_f_hogsta_damserien.pdf. Läst 13 oktober 2013.